# National Counterterrorism Center
Das National Counterterrorism Center (offizielle Abkürzung NCTC, deutsch Nationale Antiterror-Zentrale) ist eine US-amerikanische Behörde zur nachrichtendienstlichen Analyse und Bekämpfung von gegen US-Interessen gerichtetem Terrorismus. Es ist eingegliedert in das Office of the Director of National Intelligence (das dem Director of National Intelligence untersteht) und übt eine beratende Funktion aus, die es als Informationssammelstelle diverser Bundesbehörden realisiert. Die Behörde ist vergleichbar mit dem Gemeinsamen Terrorismus-Abwehrzentrum (GTAZ) in Deutschland. Direktor des NCTC ist kommissarisch Steve Vanech.

## Zuarbeitende Organisationen
Das NCTC integriert Informationen von diversen Ministerien und anderen Bundesbehörden wie der Central Intelligence Agency, dem Department of Justice, dem Federal Bureau of Investigation, dem State Department, dem Defense Department, der Homeland Security, dem Department of Energy, dem Department of the Treasury, dem Department of Agriculture, dem Department of Transportation, dem Department of Health and Human Services, der Nuclear Regulatory Commission und der United States Capitol Police.

## Geschichte
Das NCTC ist die direkte Nachfolgebehörde des früheren Terrorist Threat Integration Center (TTIC), die am 1. Mai 2003 gegründet worden war. Es wurde auf der State of the Union Address 2003 von US-Präsident George W. Bush vorgestellt. Die Organisation sollte die nachrichtendienstlichen Aktivitäten diverser Bundesbehörden (Department of Homeland Security, FBI Counterterrorism Division, Counterterrorist Center des Director of Central Intelligence und das Department of Defense) integrieren und koordinieren. Berichte wurden an den Director of Central Intelligence abgeliefert, der auch, nach Beratung mit dem Director des FBI, dem Attorney General, dem Secretary of Defense und dem Secretary of Homeland Security, den Vorsitzenden des TTIC ernannte.
Durch die Executive Order 13354 (27. August 2004) wurde schließlich das NCTC gegründet. Durch den Intelligence Reform and Terrorism Prevention Act (17. Dezember 2004, Inkrafttretung 15. Juni 2005) wurde es per Bundesgesetz etabliert und dem Director of National Intelligence unterstellt. Das bisherige TTIC wurde dem NCTC einverleibt.

## Bisherige Direktoren
| Nr. | Bild | Name                              | Amtszeit                              | Anmerkungen                                                                                    |
| --- | ---- | --------------------------------- | ------------------------------------- | ---------------------------------------------------------------------------------------------- |
| 1   |      | John O. Brennan (kommissarisch)   | 2004–2005                             |                                                                                                |
| 2   |      | Vizeadmiral a. D. John Scott Redd | 2005–2007                             |                                                                                                |
| 3   |      | Michael E. Leiter                 | 2007–2011                             | zwischen 2007 und 2008 auch stellv. Direktor des NCTC                                          |
| 4   |      | Matthew G. Olsen                  | 2011–2014                             |                                                                                                |
| 5   |      | Nicholas Rasmussen                | 2014–2017                             |                                                                                                |
|     |      | Russell Travers (kommissarisch)   | 24. Dezember 2017 – 27. Dezember 2018 |                                                                                                |
| 6   |      | Joseph Maguire                    | 27. Dezember 2018 – 15. August 2019   |                                                                                                |
|     |      | Russell Travers (kommissarisch)   | 16. August 2019 – 18. März 2020       |                                                                                                |
|     |      | Lora Shiao (kommissarisch)        | 3. April 2020 – 10. August 2020       | auch stellvertretende Direktorin                                                               |
| 7   |      | Christopher C. Miller             | 10. August 2020 – 9. November 2020    | Am 9. November 2020 zum kommissarischen Verteidigungsminister der Vereinigten Staaten ernannt. |
|     |      | Steve Vanech (kommissarisch)      | seit 9. November 2020                 | auch stellvertretender Direktor                                                                |